# Usabilità
L'usabilità è definita dall'ISO (International Organization for Standardization), come l'efficacia, l'efficienza e la soddisfazione con le quali determinati utenti raggiungono determinati obiettivi in determinati contesti. In pratica definisce il grado di facilità e soddisfazione con cui si compie l'interazione tra l'uomo e uno strumento (console, leva del cambio, interfaccia grafica, ecc.)
Il termine non si riferisce a una caratteristica intrinseca dello strumento, quanto al processo di interazione tra classi di utenti, prodotto e finalità. È però d'uso comune - per estensione - l'uso di questo termine in forma di aggettivo (ad esempio: questo strumento è particolarmente usabile).
Il problema dell'usabilità si pone quando il modello del progettista (ovvero le idee di questi riguardo al funzionamento del prodotto, che trasferisce sul design del prodotto stesso) non coincide con il modello dell'utente finale (ovvero l'idea che l'utente concepisce del prodotto e del suo funzionamento). Il grado di usabilità si innalza proporzionalmente all'avvicinamento dei due modelli (modello del progettista, e modello dell'utente).

## Descrizione

### L'esperienza dell'utente
L'esperienza dell'utente è un concetto di natura multidimensionale che descrive la complessa reazione dell'utente di fronte all'interazione con strumenti interattivi.
Le dimensioni che determinano l'esperienza dell'utente sono:
- dimensione pragmatica: funzionalità e usabilità del sistema;
- dimensione estetica/edonistica: piacevolezza estetica, emotiva e ludica del sistema;
- dimensione simbolica: attributi sociali, forza del marchio, identificazione.

L'usabilità si determina rispondendo a domande quali:
- che cosa vuole o deve ottenere l'utente?
- qual è il background culturale e tecnico dell'utente?
- qual è il contesto in cui opera l'utente?
- che cosa deve essere demandato alla macchina e che cosa invece va lasciato all'utente?

All'inizio di ogni progetto impegnativo, si dovrebbero ottenere risposte per le domande precedenti attraverso un'analisi dell'utente e delle sue esigenze. Sono almeno tre le modalità per trovare le suddette risposte:
- analisi delle esigenze incentrate sull'utente;
- costruzione dei profili utente;
- verifiche di usabilità.

Al fine di valutare al meglio l'usabilità di prodotto, è possibile eseguire dei test di usabilità con utenti reali.
In questa fase, gli utenti sono chiamati a compiere delle semplici operazioni caratteristiche del prodotto, evidenziandone pregi e difetti.
Inoltre è possibile procedere alla misurazione dell'usabilità, attraverso complesse tecniche, capaci di dare una valenza più o meno oggettiva, al grado di usabilità di un prodotto.

### Principali caratteristiche di un sistema usabile
- Efficacia: accuratezza e completezza con cui certi utenti possono raggiungere certi obiettivi in ambienti particolari.
- Efficienza: le risorse spese in relazione all'accuratezza e completezza degli obiettivi raggiunti.
- Soddisfazione: il comfort e l'accettabilità del sistema di lavoro per i suoi utenti e le altre persone influenzate dal suo uso.
- Facilità di apprendimento: l'utente deve raggiungere buone prestazioni in tempi brevi.
- Facilità di memorizzazione: l'utente deve poter interagire con un'interfaccia anche dopo un periodo di lungo inutilizzo, senza essere costretto a ricominciare da zero.
- Sicurezza e robustezza all'errore: l'impatto dell'errore deve essere inversamente proporzionale alla probabilità d'errore.

### Approcci alla valutazione
- Valutazione basata su test degli utenti: test utente secondo diverse modalità (test in laboratorio, test in remoto);
- Valutazione basata su feedback verbale degli utenti: questionari, interviste, focus group;
- Valutazione basata su modelli: simulazione del sistema;
- Valutazione basata su ispezione dell'interfaccia da parte di esperti: ispezione del sistema secondo varie tecniche (linee guida, euristiche di Nielsen, percorsi cognitivi)

### Scelta dell'approccio di valutazione
La scelta della metodologia di valutazione dell'usabilità dipende da diversi fattori tra i quali:
- le risorse richieste (equipaggiamento, tempo, denaro, partecipanti, esperienza valutatore, contesto);
- lo stile di valutazione (con/senza utenti, ecc);
- la fase in cui si trova il sistema (prototipo, prodotto finito, fase di progettazione concettuale, ecc.);
- il livello di soggettività o oggettività;
- il tipo di misure fornite;
- l'immediatezza della risposta;
- l'informazione fornita.

### Benefici
Un sistema usabile presenta numerosi vantaggi:
- aumenta l'efficienza
- aumenta la produttività
- riduce gli errori
- aumenta la sicurezza
- riduce il bisogno di addestramento
- riduce il bisogno di supporto all'utente
- aumenta l'accettazione
- diminuisce i costi di sviluppo
- aumenta le vendite

## Esempi

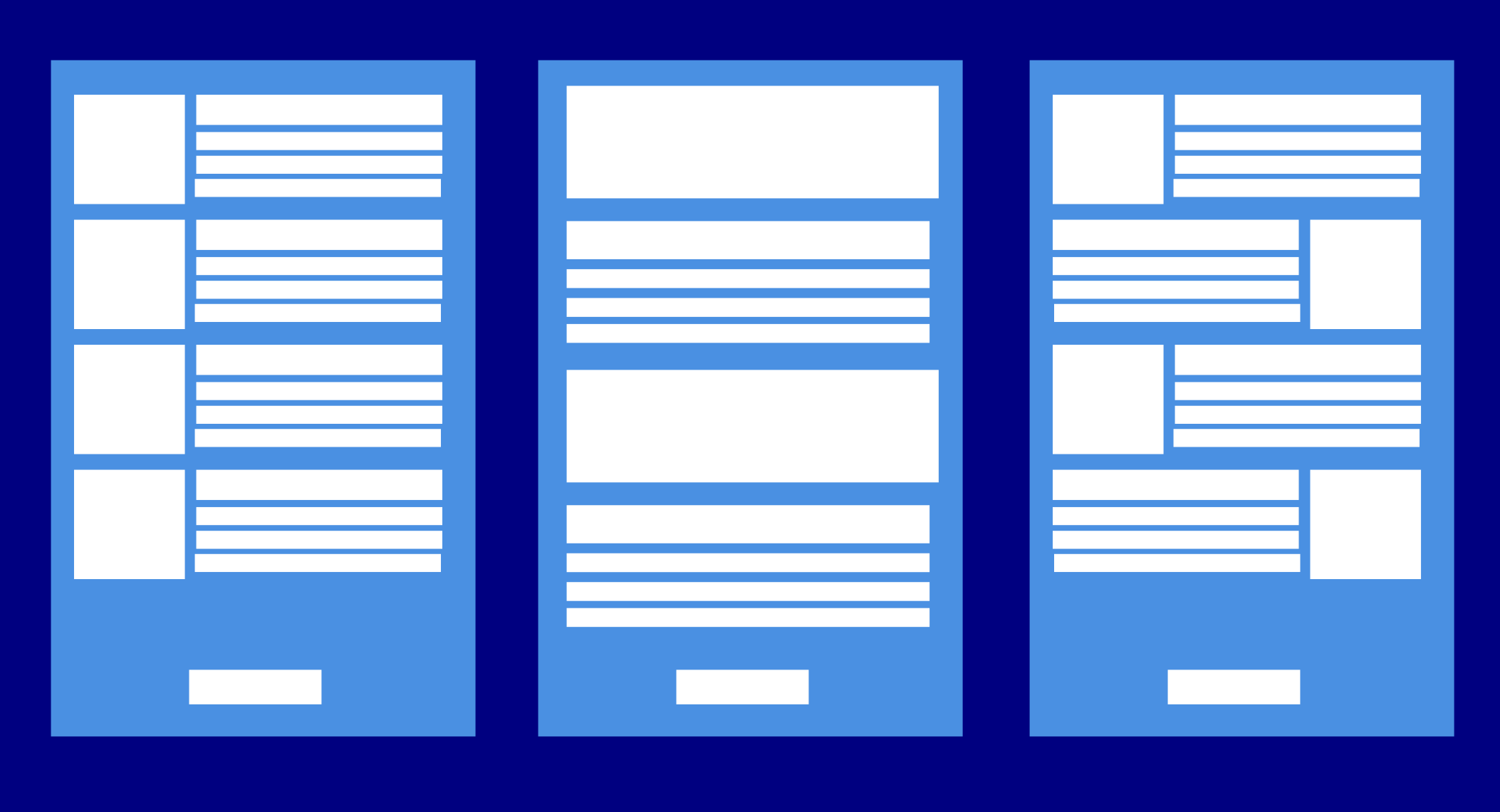
Solo il primo layout è un esempio di buona usabilità di applicazione di messaggistica. Il secondo fa occupare inutilmente a ciascuna chat troppo spazio e il terzo confonde l'utente alternando inutilmente testo e avatar.
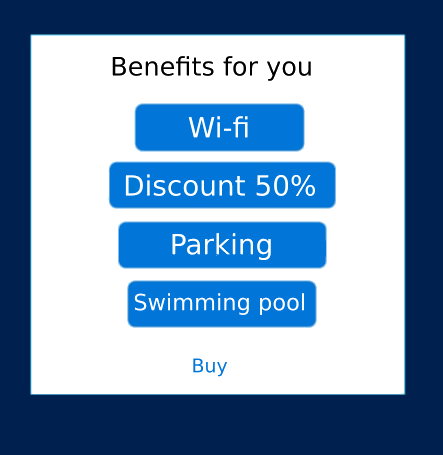
Questo popup ha quattro opzioni che sembrano bottoni. In realtà l'unico bottone è la parola "Buy" che usa erroneamente un link al posto di un bottone poiché si tratta di una call-to-action.
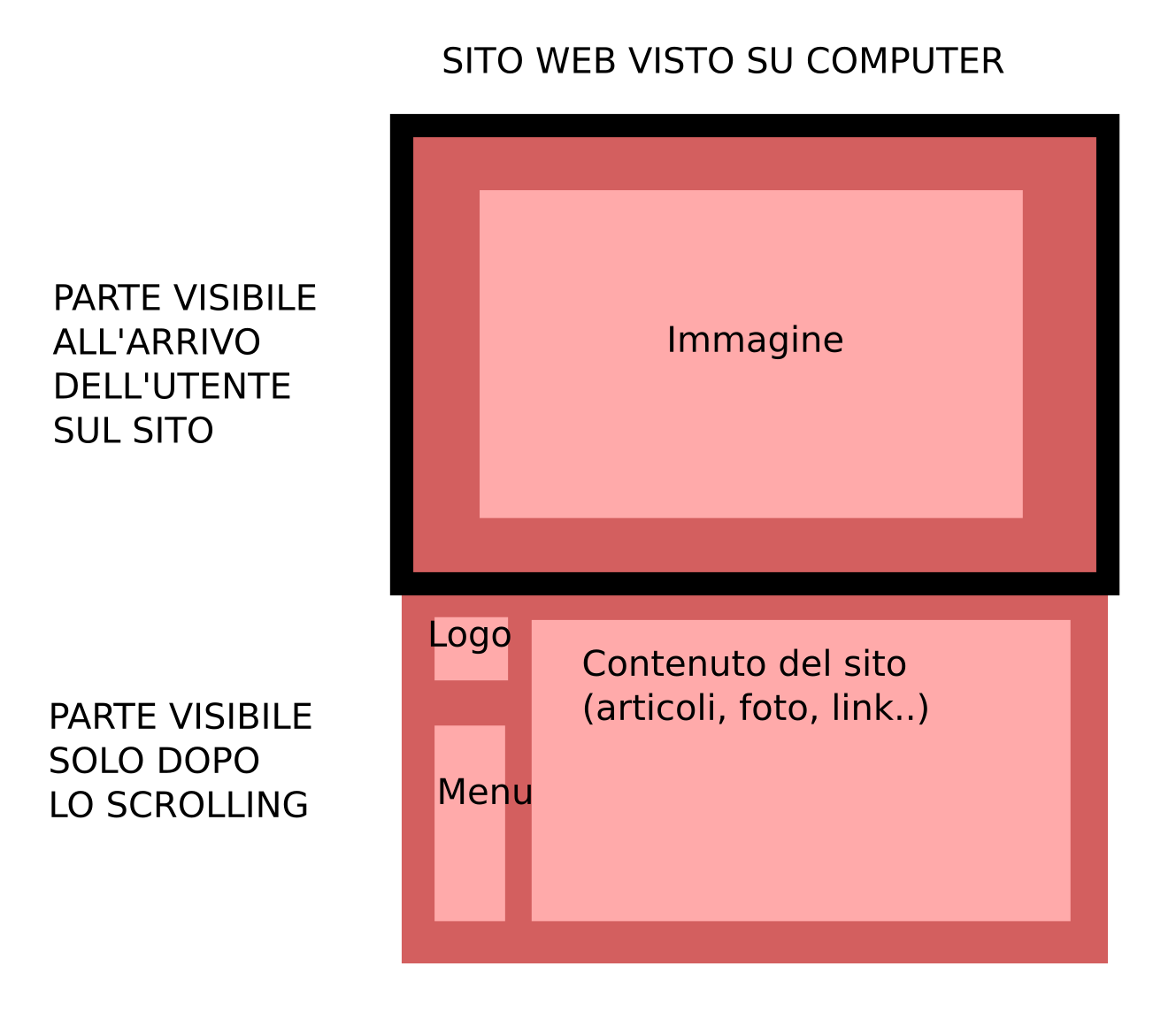
Esempio di sito non accessibile. L'utente non capisce di che servizio o prodotto si tratta se non facendo lo scrolling. L'header dovrebbe contenere almeno il logo e il menu.